# Kuddholmarna
Kuddholmarna (finska: Lehmäsaaret) är en ö nära Själö i Nagu,  Finland.   Den ligger i Pargas stad i den ekonomiska regionen  Åboland  och landskapet Egentliga Finland. Ön ligger just väster om Själö, omkring 6 kilometer norr om Nagu kyrka,  30 kilometer sydväst om Åbo och 170 km väster om Helsingfors. Närmaste allmänna förbindelse är förbindelsebryggan vid Själö som trafikeras av M/S Falkö och M/S Östern.